# 戴至德
戴至德（？—679年3月16日），爵封道国公，谥恭，唐朝官员，唐高宗年间为宰相。

## 家世
戴至德生年不详。父寿州长平县丞戴俭，戴俭妻南阳乐氏，隋朝曹州长史乐彦之嫡长女，未详是否戴至德母。叔父戴胄在唐太宗年间为宰相，但无子，养戴至德为子。貞觀七年（633年）戴胄去世，唐太宗追封其为道国公，戴至德袭爵。

## 效力唐高宗
乾封二年（667年）四月，戴至德以西台侍郎、检校太子左中护被授同东西台三品，为实质宰相。咸亨元年（670年），武皇后（后称武则天）母卫国夫人杨氏过世，诏赠鲁国太夫人，戴至德奉命持节吊祭。二年（671年）唐高宗夫妇离开都城长安去东都洛阳定居且很少归来时，留皇太子李弘留守长安，此时戴至德兼太子左庶子，与同为兼太子左庶子的张文瓘及李敬玄等辅佐太子。因李弘多病，主要政务大都由戴至德、张文瓘和右庶子萧德昭决断。三年（672年），戴至德加兼户部尚书，仍居相位。戴胄、戴至德父子相继为尚书、拜相，时人以为荣。八月，特进许敬宗卒，太常博士袁思古、王福畤等认为其谥当为“缪”，戴至德和许敬宗孙太子舍人许彦伯反对，高宗下诏集五品以上官员再议，最后从礼部尚书阳思敬议，取“既过能改”之义，谥为“恭”。
唐高宗曾赐戴至德与中书侍郎崔知悌及郝处俊、李敬玄飞白书赞，称戴至德“泛洪源，俟舟楫”。
上元二年（675年）八月，戴至德为右仆射，与被任为左仆射的名将刘仁轨同列。戴至德和刘仁轨轮流隔日听取百姓的牒文诉讼，刘仁轨常以美言对诉讼者许诺，很快得到美誉；而戴至德更慎于言辞，但常将案情陈说于御前。因而百姓以为刘仁轨能干，戴至德无能。一次，一老妪误将戴至德认作刘仁轨，递上牒文，当得知自己认错人后，就对着戴至德大吼：“我以为我把牒文给了‘解事仆射’，但你不是！把牒文还我！”戴至德笑着将牒文还给了她。时人称戴至德为长者。当被问及时，戴至德说：“威福是人主权柄所限的，我们身为人臣怎能盗取！”高宗闻之，深深叹服称美，器重戴至德。九月，与同僚宰相刘仁轨、张文瓘、郝处俊并兼太子宾客。仪凤年间，恢复旧官号，高宗敕刘仁轨、戴至德、侍中张文瓘、中书令李敬玄、右庶子郝处俊、黄门侍郎来恒、左庶子高智周、右庶子李义琰、吏部侍郎裴行俭、马载、兵部侍郎萧德昭、裴炎、工部侍郎李义琛、刑部侍郎张楚、金部郎中卢律师等删缉格式，为《永徽留本司格后》十一卷，二年（677年）上。《古今仪集》五十卷亦录戴至德作《丧服变服》一卷。四年（679年），戴至德薨。高宗辍朝三日，诏命百官去他家哭丧。赠开府仪同三司、并州大都督，谥恭。
后戴至德亦得绘图凌烟阁。

## 子孙
- 戴良绍

## 评价
- 史臣韦述曰：世称刘乐城（刘仁轨爵封乐城郡公）与戴至德同为端揆，刘则甘言接人，以收物誉；戴则正色拒下，推美于君。故乐城之善于今未弭，而戴氏之勣无所闻焉。呜呼！高名美称，或因邀饰而致远；深仁至行，或以韬晦而莫传。岂唯刘、戴而然，盖自古有之矣。[6]
- 纳言王德真：“昔戴至德每有善事，必推于君。” [18]/“戴至德无异才，惟能归善於君，为时所服。” [19]
- 武则天：“先朝每称至德能有此事，逮其终殁，有制褒崇。为臣之道，岂过斯行，传名万代，可不善欤！” [18]

## 延伸阅读
[在维基数据编辑]
 《新唐書·卷099》，出自《新唐書》